# Lunatique (revue)
Pour l’article homonyme, voir Lunatique.
 (janvier 2025).
Lunatique est une revue littéraire française consacrée à la science-fiction, au fantastique, à la fantasy, à l'étrange ou à l'insolite, créée en novembre 2005. Elle est publiée par les éditions Eons sous la direction de Jean-Pierre Fontana et de Jacqueline H. Osterrath, puis de Jean-Pierre Fontana seul, après le décès de cette dernière en octobre 2007. À l'origine, dans les années 1960, il s'agissait d'un fanzine de langue française édité en Allemagne par Jacqueline Osterrath, qui prit fin au numéro 68 (1963-1973). Cette nouvelle mouture continue la numérotation d'origine.
À partir du numéro 84, Lunatique fusionne avec la revue Galaxies.
Spécialisé en fantasy, fantastique et science-fiction, ce magazine de librairie se consacrait principalement à l'imaginaire européen et sud-américain peu exploré. Il publie des œuvres de fiction (nouvelles), des dossiers consacrés à des acteurs de l'imaginaire et des articles. Depuis le numéro 69, 105 nouvelles de 71 auteurs différents et de diverses nationalités ont été publiées. 

## Auteurs publiés
Entre autres : 
- Alfredo Àlamo (Espagne)
- Lino Aldani (Italie)
- Igor Alimov (Russie)
- Jean-Pierre Andrevon (France)
- Elia Barcelo (Espagne)
- Michel Bassot (France)
- Marcel Battin (France)
- Cesare Battisti (Italie)
- Jean-Pierre Bouyxou (France)
- Voicu Bugariu (Roumanie)
- Pablo A. Castro (Chili)
- Jacques Chambon (France)
- Alberto Cola (Italie)
- Yves-Daniel Crouzet (France)
- Gabriel Deblander (Belgique)
- Michel Demuth (France)
- Pablo Dobrinin (Argentine)
- Catherine Dufour (France)
- Valerio Evangelisti (Italie)
- Zdravka Evtimova (Bulgarie)
- Jeanne Faivre d'Arcier (France)
- Yves Frémion (France)
- Carlos Gardini (Argentine)
- Vincent Gessler (Suisse)
- Jonas Lenn (France)
- Jean-Marc Ligny (France)
- Luca Masali (Italie)
- Kim Newman (Grande-Bretagne)
- Jérôme Noirez (France)
- Henri Layon Oldie (Ukraine)
- Oleg Ovtchinnikov (Russie)
- Jacques Sadoul (France)
- Domingo Santos (Espagne)
- Jean-François Thomas (Suisse)
- Daniel Walther (France)
- Stanley G. Weinbaum (États-Unis)
- Robert Franklin Young (États-Unis)
- Uschi Zietsch (Allemagne)
- (liste non exhaustive)

## Remarques
Le grand prix de l'Imaginaire 2007 de la meilleure nouvelle francophone a été décerné à Catherine Dufour pour sa nouvelle L'Immaculée Conception, publiée dans le numéro 73. Par ailleurs, le prix du Lundi 2007 a été attribué au Lunatique spécial consacré à Michel Demuth.
À noter : un dossier Nathalie Henneberg dans le no 70, un dossier Jacques Chambon dans le no 71, un dossier Daniel Walther dans le no 72, un dossier Lino Aldani dans le no 74, un dossier Jérôme Noirez dans le no 75, un dossier Hayao Miyazaki dans le no 76, un dossier Loisel dans le no 77.
Le dossier du no 78-79 (numéro double de 340 pages) a été consacré à Jean-Pierre Bouyxou, avec la participation de Nicole Brenez, Gudule, Brigitte Lahaie, Olivier Bailly, Christophe Bier, Jacques Boivin, Philipe Bordier, Laurent Chollet, Pierre Delannoy, Jean-Pierre Dionnet, Stéphane du Mesnildot, Yves Frémion, Noël Godin, Jacques Goimard, Bernard Joubert, Gérard Lenne, Roland Lethem, Yves-Marie Mahé, Raphaël-G. Marongiu, Alain Paucard, Alain Petit, Jean Rollin et Siné[style à revoir].
Les illustrations de couverture ont été réalisées par Yoz (no 69), Christophe Vacher (no 70), Wojtek Siudmak (no 71), Michel Borderie (no 72), Lohran (no 73), Charline (no 74), Michel Bassot (no 75), Stéphanie Hans (no 76), Raphaël Del Rosario (no 77) et Raphaël-G. Marongiu (no 78-79).
Des numéros spéciaux de 250 pages ont également été publiés. Le premier était consacré à Michel Demuth. Les suivants à Daniel Walther et à Jean-Pierre Andrevon.